# Ilie Niță
Ilie Niță (n. 18 iulie 1956) este un fost senator român, ales în legislatura 2016-2020.

## Controverse
Pe 18 mai 2018 Ilie Niță a fost trimis în judecată de Direcția Națională Anticorupție pentru săvârșirea infracțiunii de instigare la abuz în serviciu.